# کنترل جریان

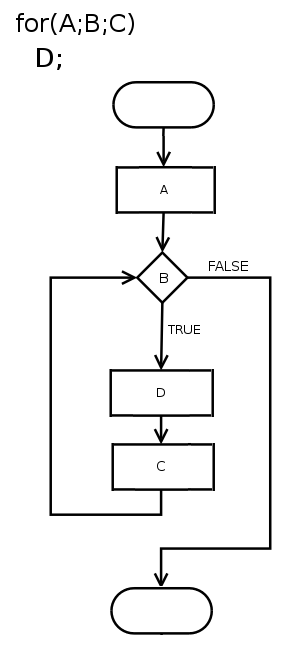
فلوچارت نشان دهنده کنترل جریان

جریان کنترل (انگلیسی: Control flow) در علوم کامپیوتر، روشی در برنامه‌نویسی است، که ترتیب اجرا و ارزیابی عبارات، دستورالعمل‌ها یا رویه‌ها را در یک برنامه کامپیوتری، تعیین می‌نماید. تأکید بر رعایت کنترل جریان، زبان‌های برنامه‌نویسی دستوری را از برنامه‌نویسی اعلانی متمایز می‌کند. در برنامه‌نویسی دستوری، اجرای عبارت کنترل جریان، منجر به انتخاب و پیگیری یکی از دو یا چند مسیر موجود در برنامه خواهد شد.